# René Verhoeff
René Robert Nicolaas Sebastianus Maria Verhoeff (Voorburg (Zuid-Holland), 10 november 1945 – Wittlich (Duitsland), 13 mei 2022) was een Nederlands (koor)dirigent.
Hij was zoon van musicus Nico Verhoeff en diens tweede vrouw Olga Maria Katharina Jenny Depoorter. Hijzelf was getrouwd met T.A.M. (Dory) van der Laan, opgeleid aan de Sociale academie (De Aemstelhorn) in Amsterdam.
Hij doorliep de middelbare school aan de plaatselijke Hogereburgerschool in zijn geboorteplaats. Hij kreeg muziekopleiding aan het Nederlands Instituut voor Kerkmuziek, docent orgel was Bernard Bartelink, docent directie Hans Ponten. Zijn verdere leraren directie waren Kurt Thomas uit Duitsland, maar gedurende drie zomercursussen in Den Haag, (met een beurs bij) liep hij drie maanden stage Leonard Bernstein in de Verenigde Staten en Paul Hupperts in Nederland. 
Daarna volgde een lange loopbaan als koordirigent, meest in het westen van het land. Hij leidde onder meer Die Haghe Sanghers (dat wel zong bij het Residentie Orkest), Phiharmonisch koor  Hagacantare en het Rotte's Mannenkoor, dat hij tussen 1975 en 2009 zou leiden. Hij was er opvolger van Jos Vranken en zijn leerlinge Ria Borgmeijer. Hij zou er benoemd worden tot erelid. Ook het koor van de Hartebrugkerk in Leiden maakte gebruik van zijn diensten. Met genoemde koren reisde hij door Europa en Canada. Daarnaast was hij leraar directie en actief binnen de schoolmuziek. Hij was ook  orkestdirigent; hij leidde het Orkest Jeugd en Muziek in Den Haag,  Toonkunstorkest Leiden en Leiden Sinfonietta. 
In 1998 werd hij als dirigent  onderscheiden door de Academie Française met de Medaille d'Or.